# Cal Notari (Horta)
Cal Notari fou una masia situada al començament de la carretera d'Horta a Cerdanyola, a tocar dels terrenys de can Baliarda i de can Sitjar Gran.

## Història i descripció
El 1918 se'n va fer càrrec el pagès Francesc Galimany, que havia exercit la professió de notari amb un germà seu a França.
Estava dedicada totalment al conreu de la terra: vinyes i hort, ja que posseïa una mina d'aigua abundant, coneguda com la Font de cal Notari, més tard coneguda com la Font del Gos. Va ser enderrocada per fer una variant de la Ronda de Dalt.